# 侯清民
侯清民（1950年—），河南堰师人，汉族，中国人民解放军武警少将、第十一届全国人民代表大会内蒙古地区代表。
毕业于青海师范大学中国语言文学专业，是中共党员。任武警部队宁夏总队总队长。2007年3月7日调任武警部队内蒙古总队总队长，2008年起担任全国人大代表。